# Prometheum chrysanthum
Prometheum chrysanthum är en fetbladsväxtart. Prometheum chrysanthum ingår i släktet Prometheum och familjen fetbladsväxter.

## Underarter
Arten delas in i följande underarter:
- P. c. chrysanthum
- P. c. uludaghense

## Bildgalleri

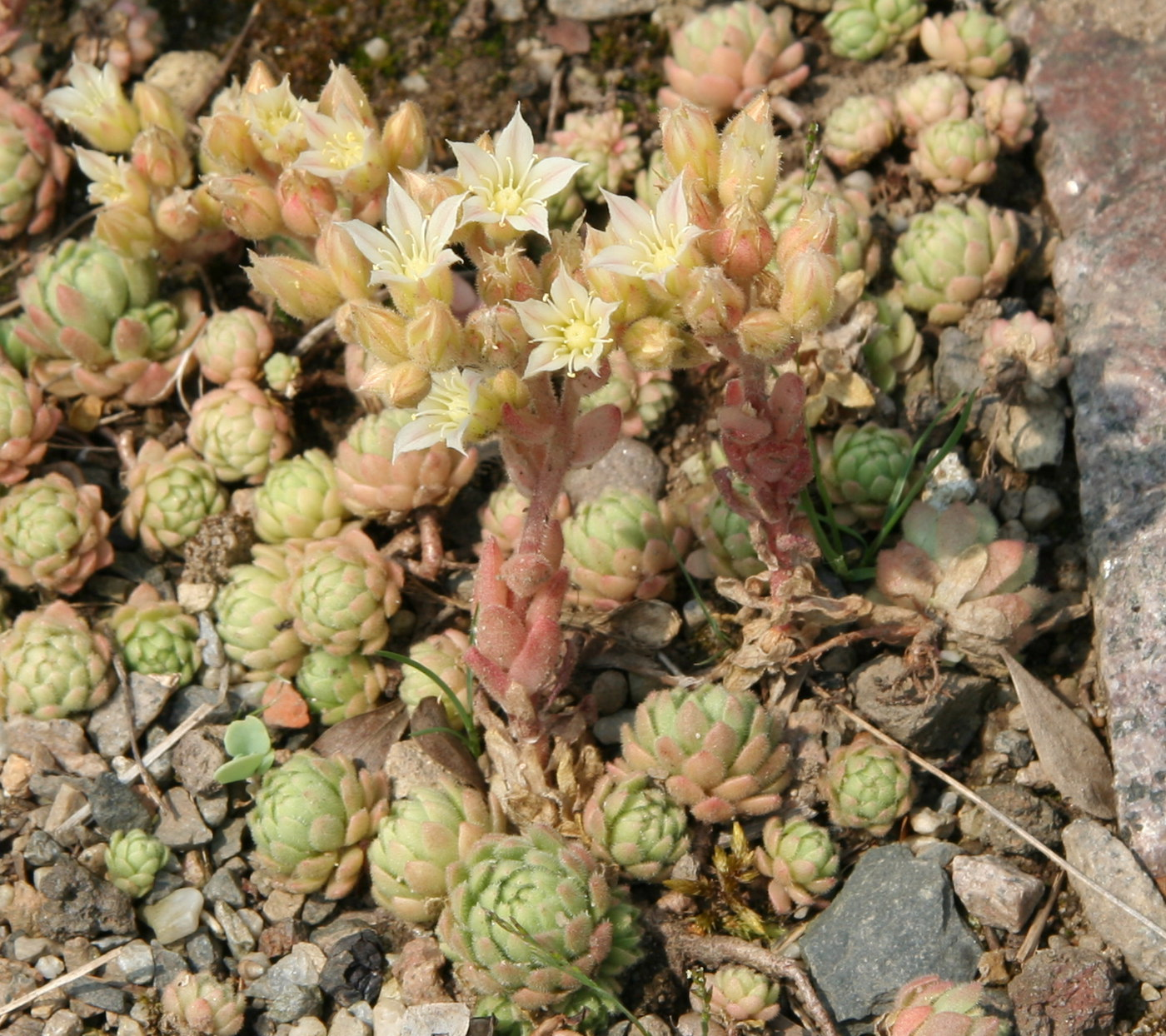
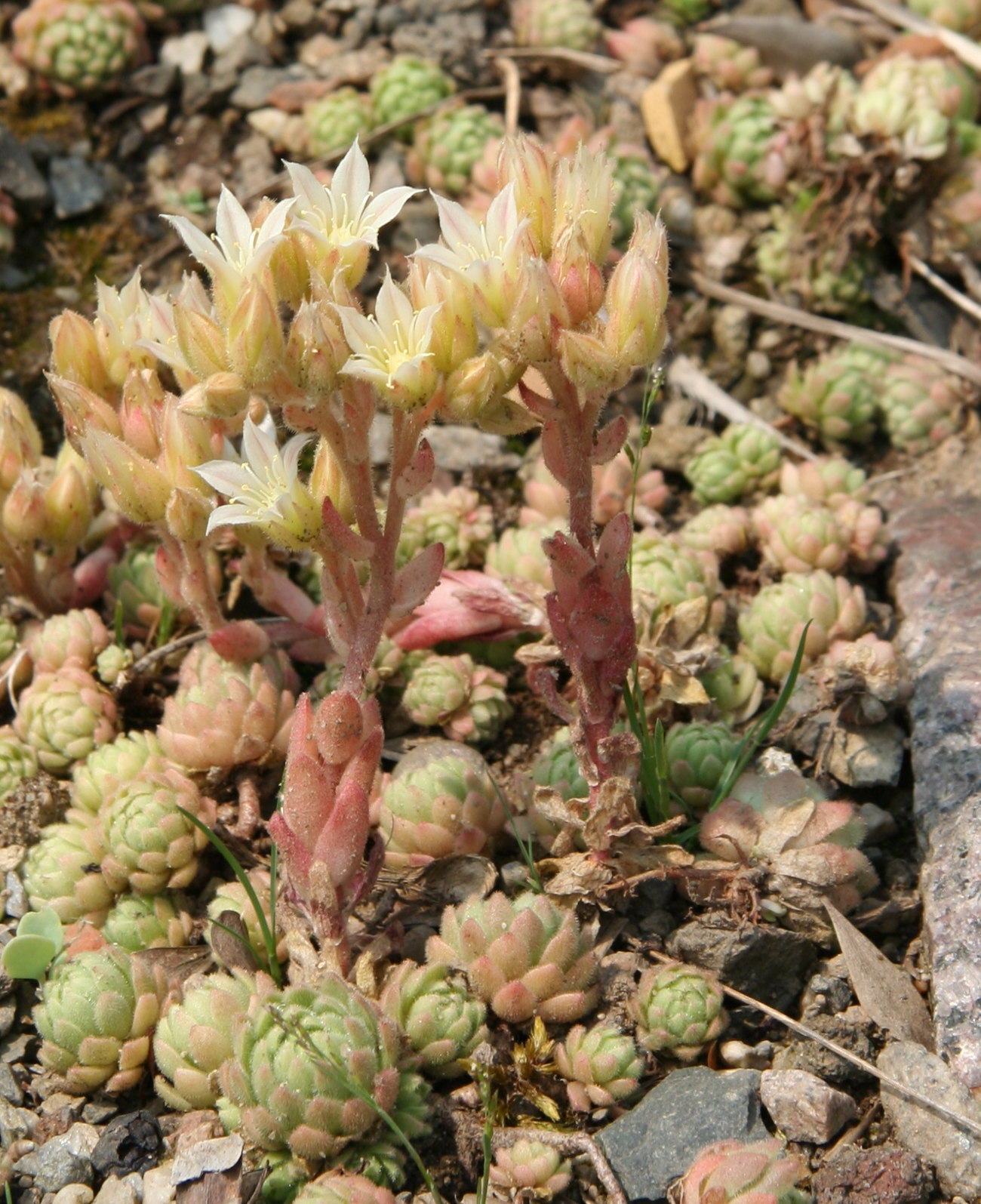